# Polycyrtus curvispina
Polycyrtus curvispina là một loài tò vò trong họ Ichneumonidae.